# Барнс, Адиа
Адиа Ошан Барнс (англ. Adia Oshun Barnes; родилась 3 февраля 1977 года в Сан-Диего, штат Калифорния, США) — американская профессиональная баскетболистка, выступавшая в женской национальной баскетбольной ассоциации. Была выбрана на драфте ВНБА 1998 года в четвёртом раунде под тридцать вторым номером командой «Сакраменто Монархс». Играла на позиции лёгкого форварда. По окончании игровой карьеры перешла в тренерский штаб команды NCAA «Вашингтон Хаскис». В настоящее время работает главным тренером родной студенческой команды «Аризона Уайлдкэтс».

## Ранние годы
Адиа Барнс родилась 3 февраля 1977 года в городе Сан-Диего (Калифорния), у неё есть две старших сестры, Мейша и Кэндис, а училась она там же в средней школе Мишн-Бей, в которой выступала за местную баскетбольную команду.